# Jens Kreutzmann
Jens Frederik "Atarâĸ" Kreutzmann (født 21. marts 1828 i Kangaamiut, død 4. juni 1899 smst.) var en grønlandsk-dansk maler, fortæller og handelsforvalter.

## Karriere
Jens Kreutzmann var ligesom sin far udstedsforvalter i Kangaamiut. I 1858 bad inspektør Hinrich Johannes Rink om, at grønlænderne skrev deres gamle myter og sagn ned og illustrerede dem. Specielt Jens Kreutzmanns og Aron fra Kangeqs værker skilte sig ud. Der findes 44 akvareller, som Rinks enke, Signe Rink, senere overleverede til Nationalmuseet i København og i dag befinder sig ved det grønlandske nationalmuseum. Hans værker er større end dem fra Aron og har en tendens til karikaturer. I modsætning til Aron tegnede Jens Kreutzmann også grønlænderens hverdagssituationer. I 1866 illustrerede han for Rink bogen Eskimoiske Eventyr og Sagn. En samlet udgave af hans tegninger og sagaer blev i 1997 udgivet af Karen Thisted i bogen Jens Kreutzmann - Fortællinger og akvareller. Jens Kreutzman døde i 1899 i en alder af 71 år af alderdom.

## Familie
Jens Frederik Kreutzmann var søn af den danske handelsassistent Johan Ernst Kretzmer (1784-1853), hvis navn blev ændret til Kreutzmann. Hans mor Eunyche Marie Hansdatter Møller (1795-1869) var datter af danskeren Hans Christensen Møller (død 1833) og grønlænderen Abigael Lydvigsdatter (død 1828).
Den 8. maj 1848 giftede Jens Kreutzmann i Maniitsoq med Rosine Karoline Lyberth (1828-1857), datter af kolonisten Søren Daniel Lyberth (1792-1869) og grønlænderen Ruth Zakariasdatter (1970-1860). Fra ægteskabet kom sønnen Gert Anton Niels Jens Kreutzmann (født 6. maj 1849 i Kangaamiut). Jens Frederik Kreutzmanns hustru døde otte år senere. Han giftede sig for anden gang 5. maj 1859 i Kangaamiut med Charlotte Amalia Sommer (1837-1898), datter af David Sommer og Alhed. Fra dette ægteskab kom følgende børn:
- Tønnes Isak Josef Kristian Jørgen Kreutzmann (født 26. marts 1860 i Kangaamiut)[10]
- Aron Klaudius Sivert Sommer John Johannes Kreutzmann (født 13. juli 1862 i Kangaamiut), kunstner[11]
- Hans Kristian Otto Kreutzmann (født 8. januar 1865 i Kangaamiut)[12]
- Kristoffer Peter Kristen Kreutzmann (født 29. januar 1867 i Kangaamiut), kunstner[13]
- Malena Carolina Klara Kreutzmann (født 2. april 1869 i Kangaamiut)[14], gift med Christian Rosing (1866–1944)
- dødfødt datter (25. maj 1871 i Kangaamiut)[15]
- Maria Alhed Kreutzmann (født 16. juni 1872 i Kangaamiut)[16]